# Riềng nếp
Riềng nếp hay hồng đậu khấu (红豆蔻), sơn nại, sơn khương tử (danh pháp hai phần: Alpinia galanga) là cây thân thảo thuộc họ Gừng, được dùng làm gia vị.

## Đặc điểm
Thân rễ dạng củ. Thân giả cao khoảng 2 m. Lưỡi bẹ gần tròn, ~ 5 mm; cuống lá ~6 mm; phiến lá thuôn dài hoặc hình mác, 25-35 × 6–10 cm, nhẵn nhụi hoặc mặt xa trục có lông tơ, đáy thon nhỏ, đỉnh nhọn hoặc nhọn thon. Chùy hoa ~20 × 30 cm; trục chùy nhẵn nhụi hoặc có lông tơ; nhiều nhánh, 2–4 cm, 3--6 hoa mỗi nhánh; lá bắc và lá bắc con bền; lá bắc con hình mác, 5–8 mm. Hoa màu xanh lục-trắng, thơm. Đài hoa hình ống, 6–10 mm, bền. Ống tràng 6–10 mm; các thùy thuôn dài, 1,6-1,8 cm. Nhị lép bên màu tía, hình dùi hoặc thẳng, 2–10 mm. Cánh môi màu trắng với sọc đỏ, hình trứng ngược-hình thìa, ~2 cm, đỉnh 2 khe chẻ sâu. Chỉ nhị ~1 cm; bao phấn ~7 mm. Quả nang màu nâu hay đỏ khi khô, thuôn dài, hơi thu hẹp ở phần giữa, 1-1,5 cm × ~7 mm, mỏng, nhẵn nhụi. Hạt 3-6. Ra hoa tháng 5-8, tạo quả tháng 9-11.

## Phân bố
Riềng nếp là loài bản địa khu vực từ Assam về phía đông tới miền nam Trung Quốc (Phúc Kiến, Quảng Đông, Quảng Tây, Vân Nam) và Đông Nam Á. Nó được trồng ở Malaysia, Lào,Thái Lan và Việt Nam. Du nhập vào Ấn Độ, Sri Lanka và Đài Loan. Môi trường sống là rừng, bụi cây, đồng cỏ, ở cao độ 100-1.300 m.

## Hoá học
Củ riềng nếp chứa một loại flavonol là galangin.

## Xem thêm

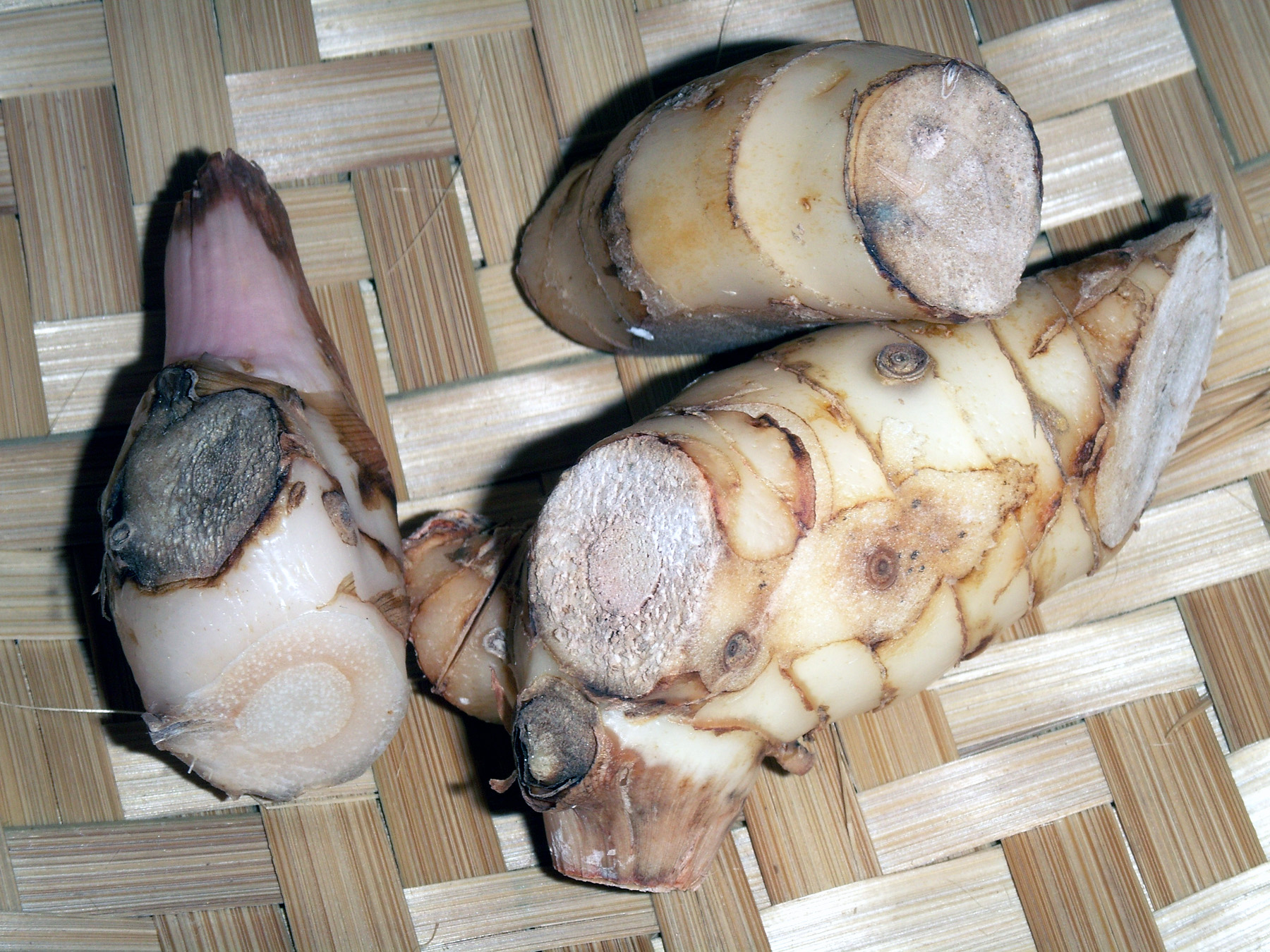
Alpinia galanga.